# Winter Garden (Florida)
Winter Garden es una ciudad ubicada en el condado de Orange en el estado estadounidense de Florida. En el Censo de 2010 tenía una población de 34.568 habitantes y una densidad poblacional de 855,01 personas por km².

## Geografía
Winter Garden se encuentra ubicada en las coordenadas 28°32′32″N 81°35′49″O / 28.54222, -81.59694. Según la Oficina del Censo de los Estados Unidos, Winter Garden tiene una superficie total de 40.43 km², de la cual 39.91 km² corresponden a tierra firme y (1.28%) 0.52 km² es agua.

## Demografía
Según el censo de 2010, había 34.568 personas residiendo en Winter Garden. La densidad de población era de 855,01 hab./km². De los 34.568 habitantes, Winter Garden estaba compuesto por el 68.79% blancos, el 15.97% eran afroamericanos, el 0.36% eran amerindios, el 5.09% eran asiáticos, el 0.11% eran isleños del Pacífico, el 6.05% eran de otras razas y el 3.63% pertenecían a dos o más razas. Del total de la población el 22% eran hispanos o latinos de cualquier raza.